# Al-Inshiqaq

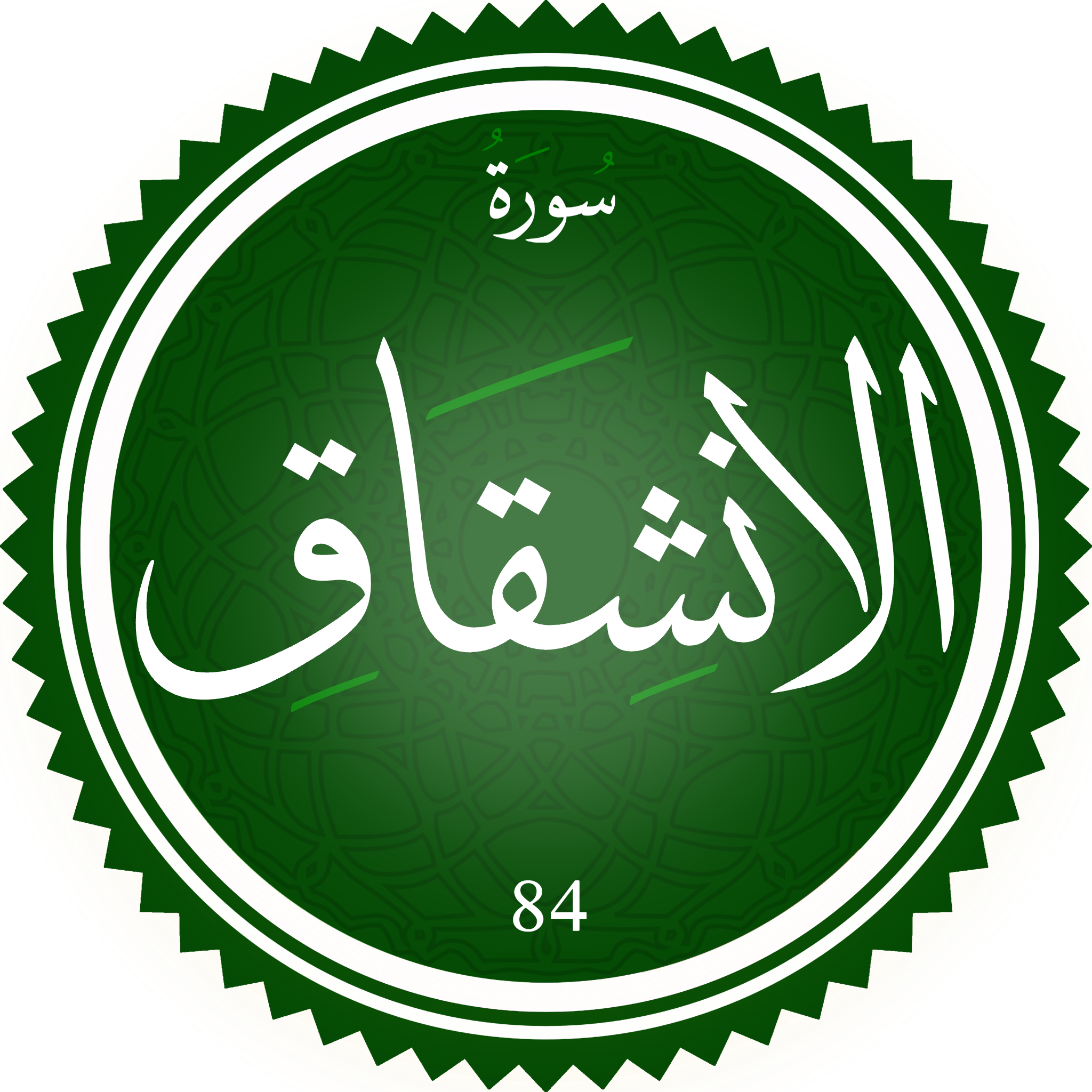
Sura al-Inshiqaq.

Al-Inshiqāq (arabiska: سورة الانشقاق) ("När himlen brister i stycken") är den åttiofjärde suran i Koranen med 25 verser (ayah). Den skall ha uppenbarats för profeten Muhammed under dennes period i Mekka. Suran domineras av föreställningen om den nalkande uppståndelsens dag, Yawm al-Qiyāmah (يوم القيامة ) och har stora likheter med Al-Infitar.